# Astragalus kopalensis
Astragalus kopalensis es una especie de planta del género Astragalus, de la familia de las leguminosas, orden Fabales.

## Distribución
Astragalus kopalensis se distribuye por Kazajistán.

## Taxonomía
Fue descrita científicamente por Lipsky ex R. V. Kamelin. Fue publicada en Opred. Rast. Sred. Azii 6: 355, 191 (1981).